# Gerardo Esquivel
Gerardo Esquivel (* 13. Januar 1966 in Mexiko-Stadt) ist ein ehemaliger mexikanischer Fußballspieler, der im Mittelfeld agierte.

## Leben
Esquivel absolvierte seinen ersten Profieinsatz in der mexikanischen Primera División in Reihen seines „Heimatvereins“ Necaxa, bei dem er bis Ende 1998 unter Vertrag stand und mit dem er drei Meistertitel gewann. 
Anfang 1999 wechselte er zum Puebla FC, bei dem er zwar eine Saison lang unter Vertrag stand, aber nur viermal zum Einsatz kam. 
Zwischen dem 29. März 1988 (8:0 gegen El Salvador) und dem 26. April 1988 (4:1 gegen Honduras) absolvierte Esquivel drei Länderspieleinsätze, bevor er sieben Jahre später beim 0:4-Debakel gegen die USA am 18. Juni 1995 zum vierten und letzten Mal das Trikot der mexikanischen Nationalmannschaft tragen durfte.

## Erfolge
- Mexikanischer Meister: 1994/95, 1995/96, Invierno 1998